# Combatchy
"Combatchy" é uma canção das cantoras brasileiras Anitta, Lexa e Luísa Sonza com participação de Rebecca. Foi lançada como segundo single do projeto Brasileirinha de Anitta em 20 de novembro de 2019 pela Warner.

## Vídeo musical
O vídeo clipe foi gravado no dia 09 de outubro de 2019 em São Paulo, sendo lançado com exclusividade na festa que leva o mesmo nome da canção em 19 de novembro de 2019 e lançada no dia seguinte no canal do YouTube de Anitta. O vídeo conta com a participação da mãe de Lexa, Darlin Ferrattry e do pai de Anitta, Mauro Machado, além da participação de alguns influenciadores digitais.

## Apresentações ao vivo
A música foi cantada pela primeira vez na festa "Combatchy" em 19 de novembro de 2019.

## Desempenho comercial
A música alcançou o 1º lugar no Spotify Brasil, 1º lugar no iTunes no Brasil e o 1º em Portugal. Também entrou na lista das mais vendidas na loja na Turquia (150º lugar) e na Holanda (155º lugar). Além disso, “Combatchy” figura no ranking de streaming da Apple Music no Brasil (57º lugar) e em Cabo Verde (África) (97º). Entrou para o Top 20 do iTunes de Luxemburgo, a música alcançou o 18º lugar no ranking de downloads do país. “Combatchy” começa a se sobressair no Spotify Global registrou 663 mil streams. O número foi o suficiente para colocar o single em 184º lugar na parada global do Spotify e depois sumiu para 154°. Mais tarde alcançou o Top 100 do Spotify Global na posição 97°.

## Créditos
Créditos adaptados do Tidal.
- Anitta – Artista principal e vocais
- Lexa – Vocais
- Luísa Sonza – Vocais
- Rebecca – Artista convidada e vocais
- Hitmaker – Produção
- André Vieira – Composição e percussão
- Pedro Breder – Composição e arranjo
- Matheus Santos - Composição
- Romeu R3 – Composição
- Wallace Vianna – Composição e percussão
- Luiz Café – Teclado

## Prêmios e indicações
| Ano  | Prêmio                  | Categoria              | Resultado |
| ---- | ----------------------- | ---------------------- | --------- |
| 2020 | Prêmio Jovem Brasileiro | Clipe Bombástico       | Indicado  |
| 2020 | Prêmio Jovem Brasileiro | Hit do Ano             | Indicado  |
| 2020 | Prêmio Jovem Brasileiro | Melhor Feat            | Venceu    |
| 2020 | Séries Em Cena Awards   | Música Nacional do Ano | Venceu    |

## Desempenho nas paradas musicais
| País — Tabela musical (2019) | Posição de pico |
| ---------------------------- | --------------- |
| Brasil (UBC Streaming)       | 1               |
| Portugal (AFP)               | 24              |

| País — Tabela musical (2019) | Posição de pico |
| ---------------------------- | --------------- |
| Brasil (Pro-Música Brasil)   | 1               |